# Warner Bros. Television Studios
Warner Bros. Television Studios — підрозділ компанії Warner Bros. Entertainment, який займається виробництвом і поширенням телевізійної продукції (в основному — шоу і серіалів).
Телевізійний підрозділ почав свою діяльність в 1955 році, випустив чимало телевізійних програм. В 1998 році його придбала компанія Lorimar, тоді назву було змінено на «Telepictures». Пізніше «Telepictures» були власністю WBTV і в 1990 році перетворились в телевізійне виробниче об'єднання. В 1993 році Lorimar Television стала частиною WBTV.
В 2006 році WBTV відкрила електронну бібліотеку телевізійних програм, доступних для безкоштовного перегляду через Інтернет.

## Дистрибуція по поширенню в телебаченні і синдикації
Warner Bros. Domestic Television Distribution (раніше Warner Bros. Television Distribution) — це відділ телевізійного розповсюдження та трансляції Warner Bros. Entertainment, підрозділ WarnerMedia, який управляється підрозділом Sales & Distribution. Створений у 1972 році.